# Vojtěch Hačecký
Vojtěch Hačecký (29 de març de 1987) és un ciclista txec, professional des del 2006, actualment a l'equip Elkov-Author. Combina la carretera amb la pista.
El seu germà Martin, també és un ciclista professional.

## Palmarès en ruta
- 2009
  -  Campió de Txèquia sub-23 en contrarellotge
  - Vencedor d'una etapa al Gran Premi Guillem Tell
- 2012
  - Vencedor d'una etapa al Tour de l'Azerbaidjan
- 2013
  - 1r al Memorial Józef Grundmann
- 2016
  - 1r al Memorial Józef Grundmann i Jerzy Wizowski

## Palmarès en pista
- 2008
  -  Campió de Txèquia en Madison
- 2009
  -  Campió d'Europa sub-23 en Madison (amb Jan Dostal)
- 2013
  -  Campió de Txèquia en Punts
- 2016
  -  Campió de Txèquia en Madison

### Resultats a laCopa del Món
- 2004
  - 1r a Manchester, en Madison
- 2010-2011
  - 1r a Pequín, en Madison